# Stazione di Bella-Muro
Stazione di Bella-Muro vasútállomás Olaszországban, amely Bella és Muro Lucano településeket szolgálja ki.

## Vasútvonalak
Az állomást az alábbi vasútvonalak érintik:
- Salerno–Potenza-vasútvonal

## Kapcsolódó állomások
A vasútállomáshoz az alábbi állomások vannak a legközelebb:
- Stazione di Baragiano-Ruoti
- Stazione di Balvano-Ricigliano